# Каабна
Ка́абна (ест. Kaabna järv, Kaapna laht, Koplipee lõugas) — природне озеро в Естонії, у волості Ляене-Сааре повіту Сааремаа.

## Розташування
Озеро Каабна належить до Західно-острівного суббасейну Західноестонського басейну.
Озеро лежить на захід від села Коові.
Акваторія озера входить до складу заказника Карала-Пілґузе (Karala-Pilguse hoiuala).

## Опис
Загальна площа водойми становить 4,6 га. Довжина берегової лінії — 886 м.